# راندي مكاي
راندي مكاي هو لاعب هوكي الجليد كندي، ولد في 25 يناير 1967 في مونتريال في كندا.

## روابط خارجية
- راندي مكاي على موقع دوري الهوكي الوطني (الإنجليزية)
- راندي مكاي على موقع EliteProspects.com (الإنجليزية)
- راندي مكاي على موقع HockeyDB.com (الإنجليزية)
- راندي مكاي على موقع Hockey-Reference.com (الإنجليزية)